# André Augustin Salle
André Augustin Salle, nacido en 1891 en Longueau, Somme, y fallecido en 1961 en Saint-Connan, Bretaña, fue un escultor francés especializado en bronces de animales.

## Datos biográficos
Animalista de talento, Sallé mostró desde la infancia una predisposición hacia la expresión artística. Entró con 13 años en la Academia de Valenciennes. 
Alumno de Jules Coutan y Carli.
Expuso en el Salón de París desde 1923. 
Ganador del prestigioso Premio de Roma en escultura en el año 1924, con la pieza en yeso titulada La muerte y el leñador. una versión en mármol de esta pieza fue encargada por el ayuntamiento de París y unida a otras dos piezas, fue cedida en julio de 1942 al ayuntamiento de Montreuil.
Viaja a Roma, donde permanece pensionado en la Villa Médici durante el periodo comprendido entre 1925 y 1928. Profesor de la École des Beaux-Arts de Nîmes, con el tiempo vuelve a París y presentó su obra en varias exposiciones. 
Es autor de numerosos bronces, actividad en la que sobresalió por la calidad de sus piezas y acabados.
Falleció en 1961 en Saint-Connan , Bretaña.

## Obras
Entre las mejores y más conocidas obras de André Augustin Salle se incluyen las siguientes:
Esculturas
- La muerte y el leñador (del francés: La mort et le bûcheron), con la que ganó el Premio de Roma, en 1924. Escultura en bulto redondo, de yeso, conservada en la École nationale supérieure des beaux-arts[4]
- Elefante jugando con un mono (del francés: Eléphanteau jouant avec un singe), realizado en 1925, durante su estancia en Roma, bronce con pátina marrón sombra.[5]
- Dos osos disputándose un salmón (del francés: Deus ours se disputant un saumon)., bronce, 1926, *El morabito (del francés: Le marabout), fundida por Planquette en 1930, bronce con pátina.
- Mujer sentada, llamada mujer de los cachorros (del francés: Femme assise dite la femme aux oursons), hacia 1934, mármol, plaza Jean Jaurès, ayuntamiento de Montreuil (Sena-Saint Denis)[6] 48°51′43.81″N 2°26′29.73″E / 48.8621694, 2.4415917. Mujer desnuda sentada con las piernas dobladas, su cara está girada hacia la izquierda, la mano izquierda sostiene el pie izquierdo y está sentada sobre una ondulante tela.